# Wir (wieś)
Wir – wieś w Polsce, położona w województwie mazowieckim, w powiecie przysuskim, w gminie Potworów. Ma status sołectwa.
Prywatna wieś szlachecka, położona była w drugiej połowie XVI wieku w powiecie radomskim województwa sandomierskiego. 
W latach 1975–1998 miejscowość administracyjnie należała do województwa radomskiego.
Wierni Kościoła rzymskokatolickiego należą do parafii św. Wawrzyńca we Wrzosie.